# Sartre
A Sartre francia családnév.

## Híres Sartre nevű személyek
- Jean-Paul Sartre (1905–1980) francia író, filozófus
- Maurice Sartre (1944) francia történész
- Romain Sartre (1982) francia labdarúgó
- Victor Sartre (1902–2000) Antantanarivo (Madagaszkár) érseke